# Can't Sleep Love
Can't Sleep Love è una canzone del gruppo americano a cappella Pentatonix, primo singolo estratto il 4 settembre 2015 dal loro album eponimo Pentatonix. È stata scritta dai Pentatonix stessi insieme a Elof Loevl, Kevin Figueiredo, Teddy Peña e William Wells ed è stata prodotta dallo stesso gruppo. Una seconda versione della canzone, insieme alla rapper americana Tink, è stata pubblicata il 18 settembre 2015.

## Video
Il videoclip per "Can't Sleep Love" è stato pubblicato il 4 settembre 2015, mentre il video della versione con Tink è stato pubblicato il 18 settembre. Esso mostra i membri dei Pentatonix che cantano in varie stanze con motivi elaborati sulle pareti insieme a dei ballerini con il corpo dipinto in modo da combaciare il motivo sulle pareti.

## Performances live
I Pentatonix hanno cantato "Can't Sleep Love" al Tonight Show Starring Jimmy Fallon, il 16 ottobre 2015.

## Tracce
Digital download
1. Can't Sleep Love – 2:53

Digital download
1. Can't Sleep Love (feat. Tink) – 3:33

## Formazione
Pentatonix
- Scott Hoying – voce
- Mitch Grassi – voce
- Kirstin Maldonado – voce
- Avi Kaplan – voce
- Kevin Olusola – beatbox

Personale aggiuntivo
- Tink – voce

## Classifiche
| Classifica (2015)             | Posizione massima |
| ----------------------------- | ----------------- |
| Belgio (Fiandre)              | 35                |
| Billboard Japan Hot 100       | 18                |
| Billboard Hot 100             | 99                |
| Hot Adult Contemporary Tracks | 19                |
| Adult Top 40                  | 24                |
| Pop Songs                     | 36                |